# جامعة باريس 5 - ديكارت
جامعة باريس 5 ديكارت (بالفرنسية: Université Paris-Descartes)‏ كانت جامعة حكومية في باريس. اندمجت مع جامعة باريس ديديرو في 2019 لتشكل جامعة باريس سيتي.

## معرض صور

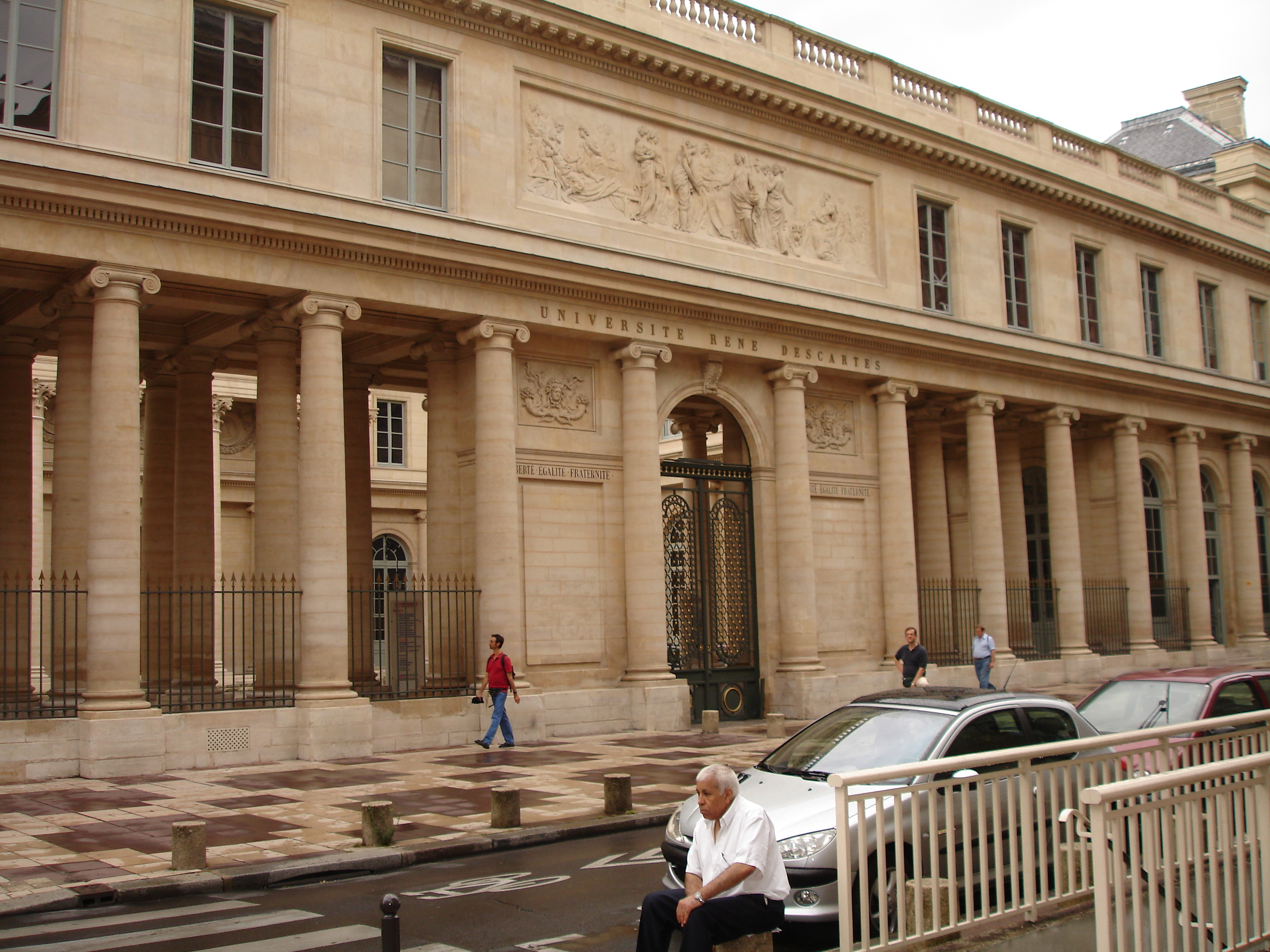
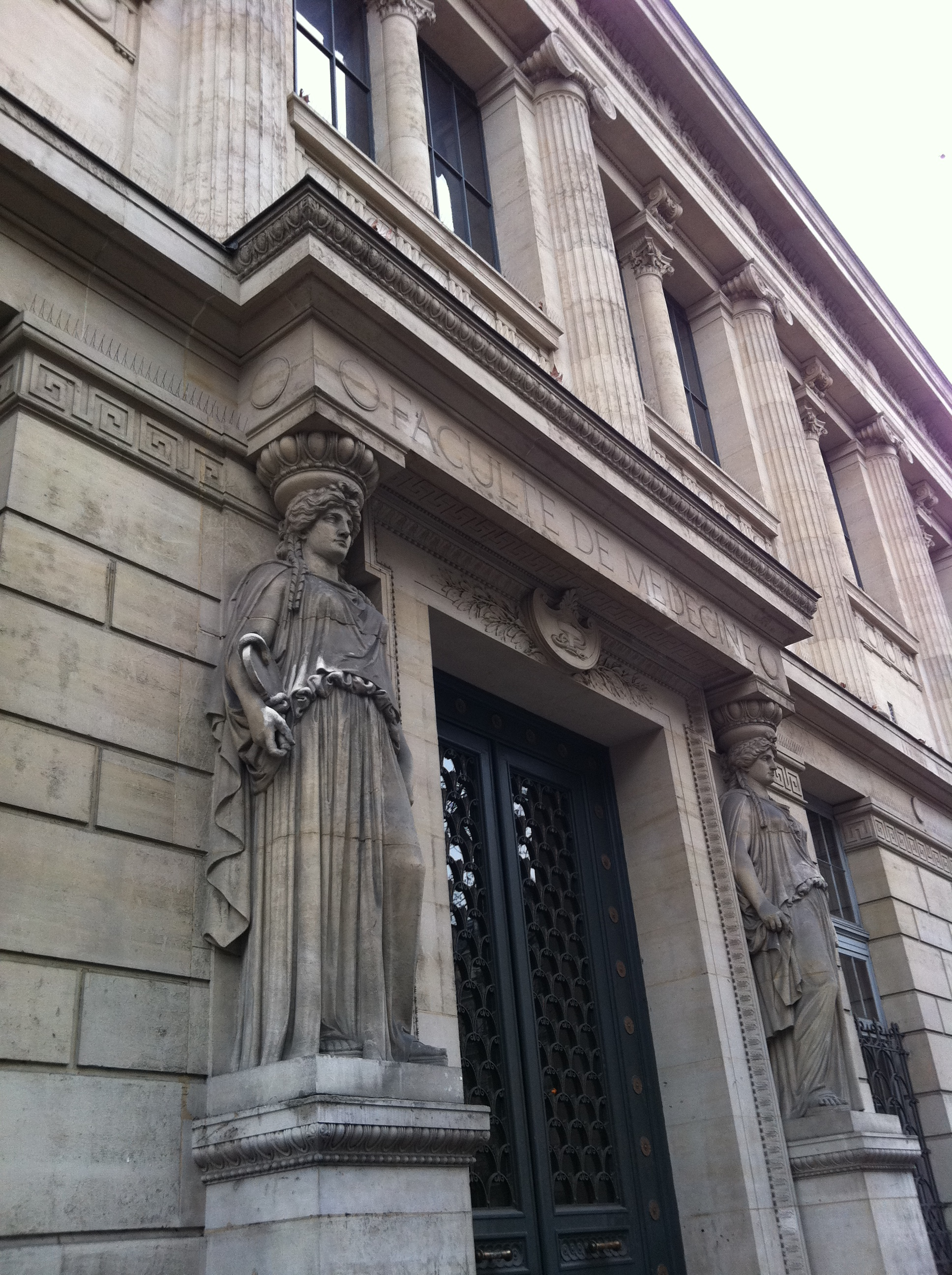
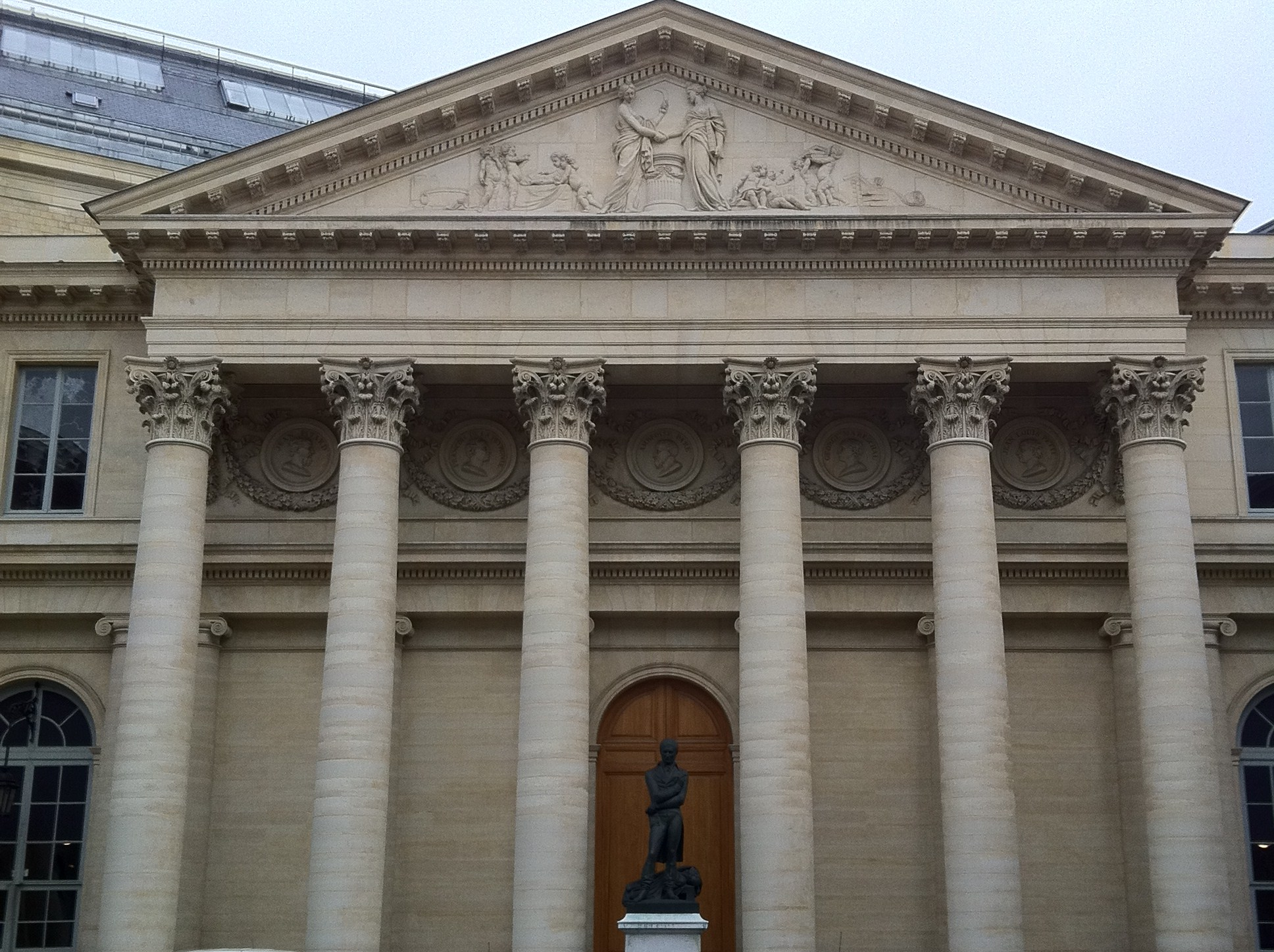